# Lio Gangeri
Lio Gangeri (Messine Lomellina, 1er juin 1845 – Salerne, 5 février 1913), est un sculpteur italien.

## Vie
Premier étudiant du peintre Michele Panebianco en 1867, il s'installe à Rome où il étudie sous Giulio Monteverde. Il a travaillé en Italie mais surtout entre Rome et à Messine.
Il est mort en Salerne le 5 février 1913

## Expositions permanentes des œuvres
- Monument à Victor-Emmanuel II, Rome
- Musée d'Orsay, Paris
- Cimetière monumental de Messine

## Référence
1. ↑  Gangeri, Letterio (search result, in French). Musée d'Orsay. Paris: SAUR XLVIII 374 ; pas ds Bt 76
2. ↑  Gangeri, Letterio (search result, in Italian). Dizionario Biografico degli Italiani. Roma: Istituto dell’Enciclopedia Italiana